# Canard à oreilles roses
Malacorhynchus membranaceus
Genre
Espèce
Statut de conservation UICN

 LC  : Préoccupation mineure
Le Canard à oreilles roses (Malacorhynchus membranaceus), aussi appelé Malacorhynque à oreilles roses, est une espèce d'anatidés, le seul membre du genre Malocorhynchus.

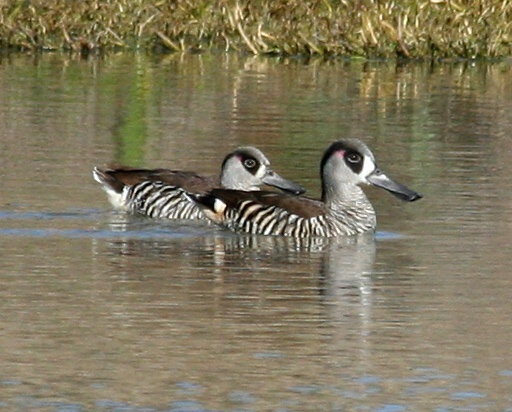

## Description
Ce canard mesure entre 38 et 40 cm, le plumage est brunâtre sauf la face qui est blanche. La caractéristique principale de cette espèce est son énorme bec en spatule identique à celui du canard souchet. Le bec permet à l'oiseau de filtrer le plancton et les crustacés microscopiques.

## Répartition

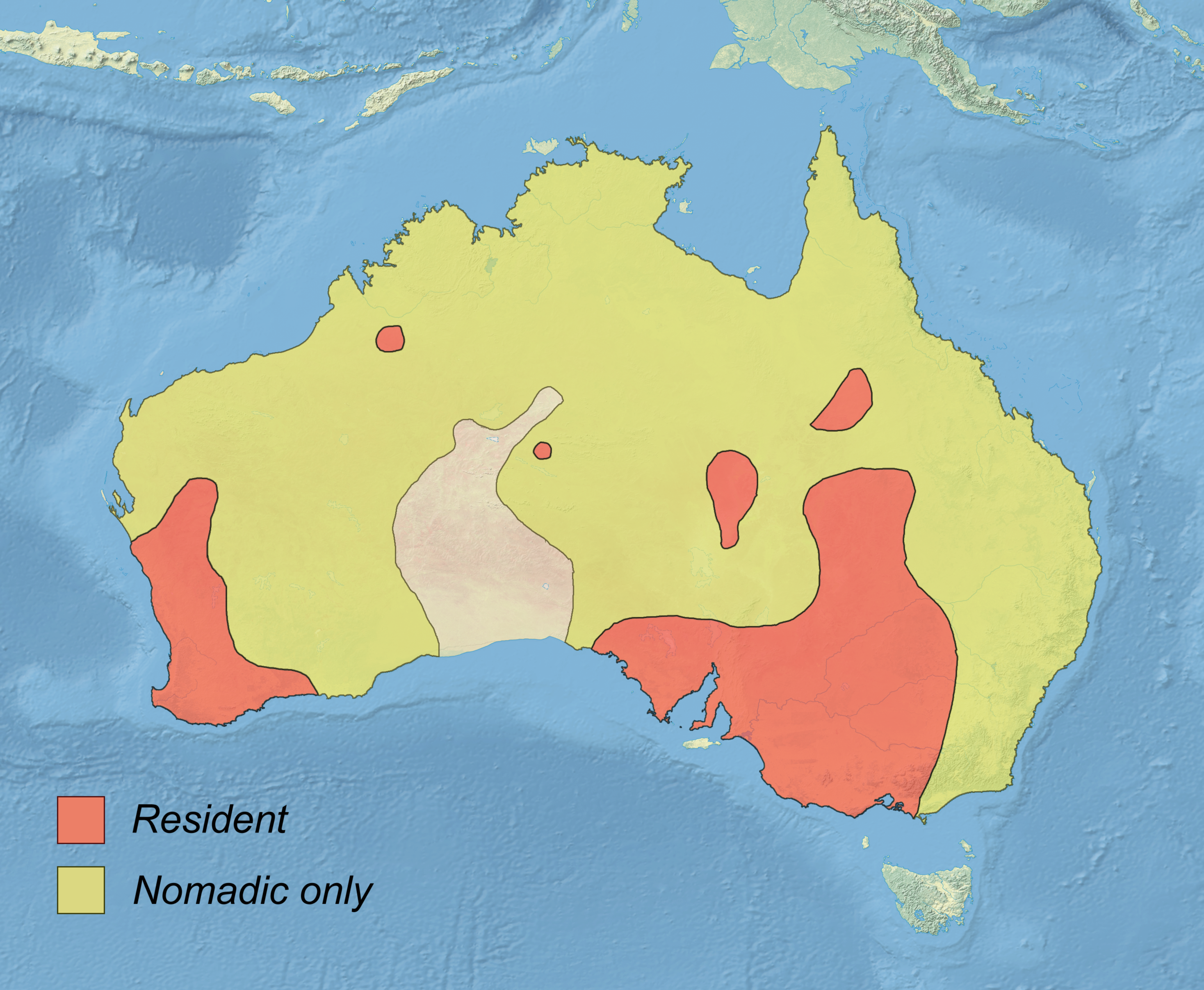
Répartition de l'espèce.

Cette espèce peuple l'Australie. C'est un oiseau nomade qui voyage à la recherche de points d'eau favorables.